# Szandi Csovi
Sandra Olivia „Szandi” Csovi a SpongyaBob Kockanadrág című rajzfilmsorozat szereplője, Spongyabob és Patrik barátja. Eredeti hangja Carolyn Lawrence, magyar hangja Kisfalvi Krisztina. Először a Meghívás teára című epizódban jelent meg.

## Karaktere
Szandi egy keleti szürkemókus, aki Texasból érkezett le a tengerfenékre. Kedvenc szabadidős tevékenységei a karatézás és az edzés, intelligenciája mellett roppant nagy erővel is rendelkezik.
Szandi egy levegővel teli házban lakik, amit nagy nehézségek árán sikerült a tengerfenéken megépítenie. Az otthonában van fa, ebben lakik, de találhatóak a búrában még virágok, kerti asztal és madárfürdető. A házba egy dupla biztonsági kapun lehet bejutni ami addig nem nyílik ki, amíg le nem engedi a vizet.
Ha épp a búrán kívül van, Szandi egy különleges, levegővel teli ruhát visel, ami nagyon hasonlít egy űrruhához. Amikor az otthonában van, akkor lila bikinit szokott hordani.
Szandi találmányokat készít, ezekkel tartja el magát. Munkáltatója 3 majom, akik gyakran jönnek ellenőrizni Szandi munkáját és ha bármi hibát találnak Szandi munkájában, el kell hagynia a tengerfeneket. Volt alkalom, amikor a Rozsdás Rákollóban is alkalmazták egy rövid ideig.
Szandi egyik legjobb barátja a naiv szivacs, Spongyabob Kockanadrág, akivel sokat szoktak karatézni. Másik nagy barátja az erős Languszta Larry, akivel gyakran edzenek közösen. Barátkozik Csillag Patrikkal is, bár Patrik ostobasága miatt gyakran keverednek vitába egymással. Szandi korát pontosan nem lehet tudni, de nagyjából egyidős Spongyabobbal és Patrikkal.